# Donje Bazije
Donje Bazije (1971-ig Donje Bazje) falu Horvátországban Verőce-Drávamente megyében. Közigazgatásilag Szagyolcához tartozik.

## Fekvése
Verőcétől légvonalban 38, közúton 48 km-re délkeletre, községközpontjától 4 km-re délre, Nyugat-Szlavóniában, a Drávamenti-síkságon, a Braminska-patak és a Szagyolcát Szentmiklóssal összekötő út mentén, Szagyolca és Miljevci között fekszik.

## Története
A település a 16. század végén, vagy a 17. század elején keletkezett katolikus családok betelepítésével, akik a török uralom idején a környező földeket művelték meg. A térség 1684-ben szabadult fel a török uralom alól, de a lakosság részben megmaradt. A település 1698-ban Szlavónia felszabadított településeinek összeírásában „pagus Bazie” néven 7 családdal szerepel.
Az első katonai felmérés térképén „Dorf Bazie” néven találjuk. Lipszky János 1808-ban Budán kiadott repertóriumában „Bazie” néven szerepel. Nagy Lajos 1829-ben kiadott művében „Bazie” néven 71 házzal, 227 katolikus és 193 ortodox vallású lakossal szerepel.
1857-ben 305, 1910-ben 626 lakosa volt. 1910-ben a népszámlálás adatai szerint lakosságának 44%-a horvát, 30%-a szerb, 24%-a német anyanyelvű volt. Verőce vármegye Szalatnoki járásának része volt. Az első világháború után 1918-ban az új szerb-horvát-szlovén állam, majd később (1929-ben) Jugoszlávia része lett. 1991-ben lakosságának 78%-a horvát, 14%-a szerb nemzetiségű volt. 2011-ben 148 lakosa volt.

## Lakossága
| Lakosság változása | Lakosság változása | Lakosság változása | Lakosság változása | Lakosság változása | Lakosság változása | Lakosság változása | Lakosság változása | Lakosság változása | Lakosság változása | Lakosság változása | Lakosság változása | Lakosság változása | Lakosság változása | Lakosság változása | Lakosság változása |
| ------------------ | ------------------ | ------------------ | ------------------ | ------------------ | ------------------ | ------------------ | ------------------ | ------------------ | ------------------ | ------------------ | ------------------ | ------------------ | ------------------ | ------------------ | ------------------ |
| 1857               | 1869               | 1880               | 1890               | 1900               | 1910               | 1921               | 1931               | 1948               | 1953               | 1961               | 1971               | 1981               | 1991               | 2001               | 2011               |
| 305                | 483                | 506                | 521                | 566                | 626                | 631                | 792                | 1.045              | 1.069              | 901                | 463                | 318                | 263                | 190                | 148                |

## Nevezetességei
Szent György tiszteletére szentelt római katolikus harangtornya 1974-ben épült.